# Вівсянка тибетська
Вівсянка тибетська (Emberiza koslowi) — вид горобцеподібних птахів родини вівсянкових (Emberizidae).

## Назва
Вид названо на честь російського географа Петра Козлова (1863—1935).

## Поширення
Ендемік східної частини Тибетського плато. Мешкає у сухих високогірних чагарниках на висоті 3600-4600 м над рівнем моря.